# Антоніо Медіна
Антоніо Анхел Медіна Гарсія (ісп. Antonio Ángel Medina García; 2 жовтня 1919, Барселона - 31 жовтня 2003, Барселона) – іспанський шахіст, міжнародний майстер від 1950 року.

## Шахова кар'єра
Почав грати в шахи у 14 років. Від середини 40-х до середини 70-х років ХХ століття належав до числа провідних іспанських шахістів. Неодноразово брав участь у фіналах індивідуальних чемпіонатів Іспанії, здобувши, зокрема, 7 золотих медалей (1944, 1945, 1947, 1949, 1952, 1963, 1964) а також 5 срібних (1946, 1950, 1966, 1967, 1973). Тричі (1947, 1949, 1950) перемагав на чемпіонаті Каталонії. Чотири рази представляв країну на шахових олімпіадах (у 1964–1976 роках), на яких здобув 51 очок у 95 партіях. Був також учасником командного чемпіонату Європи 1970.
Від 1953 до 1962 року жив у  Венесуелі, тричі (1955, 1956, 1958) здобувши звання чемпіона тієї країни. 1954 року переміг на зональному турнірі що відбувся в Каракасi й завдяки цьому потрапив до міжзонального турніру 1955, який пройшов у Гетеборзі, де поділив (разом з Йоганнесом Доннером i Богданом Сливою) останнє місце.
Неодноразово брав участь у міжнародних змаганнях, зокрема в таких містах як:
- Хіхон (1944, посів 2-ге місце за Олександром Алехіним),
- Барселона (1946, поділив 3-тє місце позаду Мігеля Найдорфа i Деніела Яновського, разом з Карлосом Гімаром),
- Мар-дель-Плата (1948, 3-тє місце за Еріхом Елісказесом i Гідеоном Штальбергом),
- Мадрид (1950, посів 1-ше місце),
- Лісабон (1952, посів 1-ше місце),
- Гастінґс (1952/53, поділив 1-ше місце разом з Гаррі Ґоломбеком, Джонатаном Пенроузом i Деніелом Яновським),
- Сан-Антоніо (1962, Відкритий чемпіонат США, посів 1-ше місце),
- Малага (1965, посів 1-ше місце),
- Улоті (1967, посів 1-ше місце),
- Амстердам (1967, турнір IBM-B, поділив 2-ге місце за Драженом Мавровичем, разом зі Стефано Татаї, Александером Йонсмою i Ерньо Геребеном),
- Вейк-ан-Зеє (1968, турнір Гооґовенс-B, поділив 1-ше місце разом зі Збігнєвом Додою i Предрагом Остоїчем),
- Берґа (1970, посів 1-ше місце),
- Луґано (1970, посів 2-ге місце за Александером Прамешубером).

1960 року переміг на турнірі зі швидких шахів у Венесуелі, вигравши всі 9 партій, зокрема з майбутнім чемпіоном світу, Боббі Фішером.
За даними ретроспективної системи Chessmetrics, найвищий рейтинг мав станом на березень 1950 року, досягнувши 2609 пунктів посідав тоді 41-ше місце у світі.